# Gare de Saint-Julien-en-Genevois
Gare de Saint-Julien-en-Genevois vasútállomás Franciaországban, Saint-Julien-en-Genevois településen.

## Vasútvonalak
Az állomást az alábbi vasútvonalak érintik:
- Léaz–Saint-Gingolph-vasútvonal

## Kapcsolódó állomások
A vasútállomáshoz az alábbi állomások vannak a legközelebb:
- Gare d’Annemasse
- Gare de Valleiry